# Новий Фольварк (Кротошинський повіт)
Новий Фольварк (пол. Nowy Folwark, нім. Neuvorwerk) — село в Польщі, у гміні Кротошин Кротошинського повіту Великопольського воєводства.
Населення — 133 особи (2011).
У 1975-1998 роках село належало до Каліського воєводства.

## Демографія
Демографічна структура станом на 31 березня 2011 року:
|          | Загалом | Допрацездатний вік | Працездатний вік | Постпрацездатний вік |
| -------- | ------- | ------------------ | ---------------- | -------------------- |
| Чоловіки | 64      | 14                 | 44               | 6                    |
| Жінки    | 69      | 18                 | 36               | 15                   |
| Разом    | 133     | 32                 | 80               | 21                   |